# 乔恩·奥尔森
乔恩·奥尔森（英語：Jon Olsen，1969年4月25日—），美国男子游泳运动员，主攻自由泳。他曾代表美国参加1992年和1996年夏季奥林匹克运动会游泳比赛，获得四枚金牌和一枚铜牌。